# Liber (biologie)
Pour les articles homonymes, voir Liber.
 (décembre 2021).
Si vous disposez d'ouvrages ou d'articles de référence ou si vous connaissez des sites web de qualité traitant du thème abordé ici, merci de compléter l'article en donnant les références utiles à sa vérifiabilité et en les liant à la section « Notes et références ».

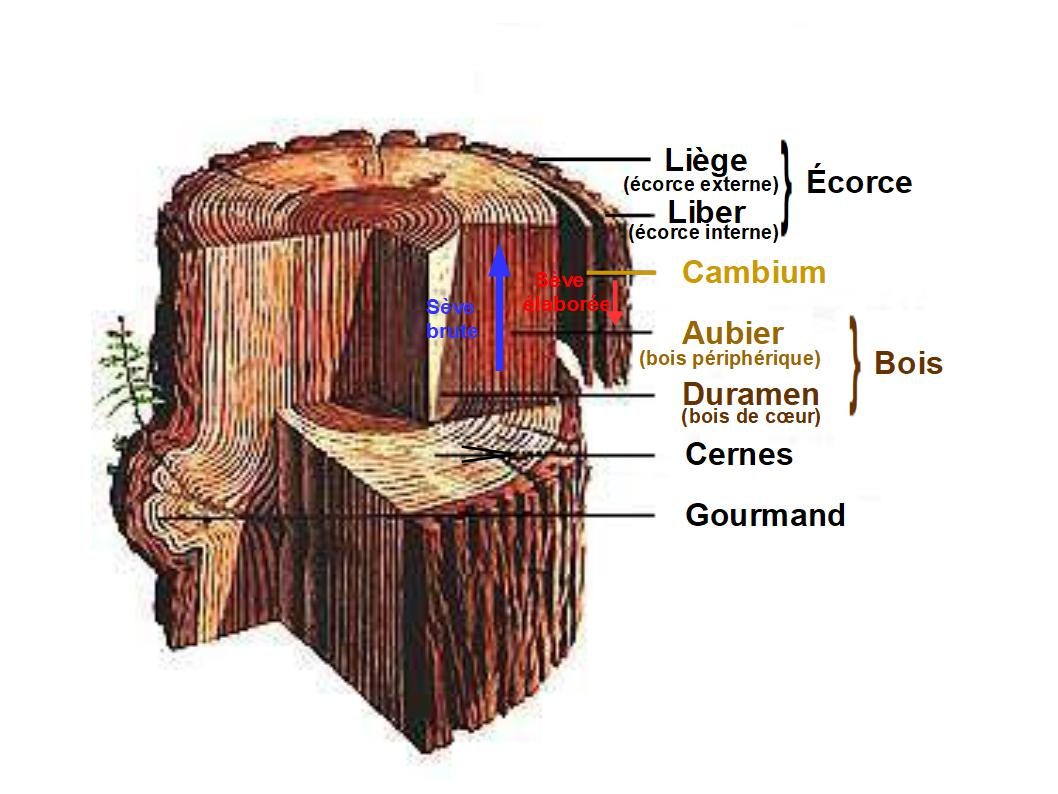
Section du tronc d'un arbre, et différentes structures du bois.

Le liber ou phloème secondaire  est produit par le cambium, ou écorce intérieure de l'arbre, vers l'extérieur. C'est la zone où circule la sève élaborée.
Le liber est constitué de tubes criblés, de leur cellule compagne, de parenchyme et de fibres.
Dans la structure primaire, le phloème primaire conduit aussi la sève élaborée  mais n'a pas l'aspect feuilleté (liber = livre) du phloème secondaire. Il est donc impropre de dire « liber primaire », il faut dire « phloème ».
Les fibres qu'il contient ont permis de réaliser des cordes dès le Néolithique. Un peu plus tard, il a servi de support à l'écriture, en particulier dans les cultures précolombiennes mésoaméricaines, sous le nom de papier d'amate.
C'est Karl Wilhelm von Nägeli qui a créé le terme « phloem » en 1858.